# Pitcairnia fosteriana
Pitcairnia fosteriana är en gräsväxtart som beskrevs av Lyman Bradford Smith. Pitcairnia fosteriana ingår i släktet Pitcairnia och familjen Bromeliaceae. Inga underarter finns listade i Catalogue of Life.